# Ai Sugiyama
Ai Sugiyama (杉山愛?, Sugiyama Ai; Yokohama, 5 luglio 1975) è un'allenatrice di tennis ed ex tennista giapponese, ex numero 1 del mondo nel doppio femminile.

## Biografia
Particolarmente ricca di successi è stata la sua carriera nel doppio, dove è riuscita ad aggiudicarsi ben 36 tornei del circuito WTA di cui 3 nel Grande Slam di doppio femminile e 1 di doppio misto. In singolare ha trionfato in 6 tornei singolari di cui due di categoria Tier II: notevole inoltre la sua partecipazione alle Olimpiadi del 2004 in singolare, dove è arrivata ai quarti di finale. Si è ritirata alla fine del 2009, a 34 anni.
Ai Sugiyama detiene il record di tornei del Grande Slam giocati consecutivamente: 62, tra il 1994 e il 2009.

## Finali nel Grande Slam

### Doppio

#### Vinte (3)
| Anno | Torneo              | Compagna             | Avversarie in finale                | Punteggio        |
| 2000 | US Open             | Julie Halard-Decugis | Cara Black Elena Lichovceva         | 6–0, 1–6, 6–1,   |
| 2003 | Open di Francia     | Kim Clijsters        | Virginia Ruano Pascual Paola Suárez | 6(5)–7, 6–2, 9–7 |
| 2003 | Torneo di Wimbledon | Kim Clijsters        | Virginia Ruano Pascual Paola Suárez | 6–4 6–4          |

#### Perse (7)
| Anno | Torneo                  | Compagna             | Avversarie in finale           | Punteggio     |
| 2000 | Torneo di Wimbledon     | Julie Halard-Decugis | Serena Williams Venus Williams | 3-6, 2-6      |
| 2001 | Torneo di Wimbledon (2) | Kim Clijsters        | Lisa Raymond Rennae Stubbs     | 4-6, 3-6      |
| 2004 | Torneo di Wimbledon (3) | Liezel Huber         | Cara Black Rennae Stubbs       | 3-6, 6(5)-7   |
| 2006 | Open di Francia         | Daniela Hantuchová   | Lisa Raymond Samantha Stosur   | 3-6, 2-6      |
| 2007 | Open di Francia (2)     | Katarina Srebotnik   | Alicia Molik Mara Santangelo   | 6(5)-7, 4-6   |
| 2007 | Torneo di Wimbledon (4) | Katarina Srebotnik   | Cara Black Liezel Huber        | 6-3, 3-6, 2-6 |
| 2009 | Australian Open         | Daniela Hantuchová   | Serena Williams Venus Williams | 6–3, 6–3      |

### Doppio misto

#### Vinte (1)
| Anno | Torneo  | Compagno        | Avversari in finale        | Punteggio |
| 1999 | US Open | Mahesh Bhupathi | Donald Johnson Kimberly Po | 6–4, 6–4  |

## Torneo di fine anno

### Doppio

#### Sconfitte (2)
| Anno | Località    | Superficie  | Compagna           | Avversarie in finale                | Punteggio       |
| 2003 | Los Angeles | Cemento (i) | Kim Clijsters      | Virginia Ruano Pascual Paola Suárez | 4-6, 6-3, 3-6   |
| 2007 | Madrid      | Cemento (i) | Katarina Srebotnik | Cara Black Liezel Huber             | 7-5, 3-6 [8-10] |

## Medaglie Olimpiche

### Doppio

#### Sconfitte (1)
| Posizione | Anno | Località | Superficie | Compagna       | Avversari in finale            | Punteggio |
| 4º posto  | 2004 | Atene    | Cemento    | Shinobu Asagoe | Paola Suárez Patricia Tarabini | 3-6, 3-6  |

## Statistiche

### Singolare

#### Vittorie (6)
| Legenda         |
| --------------- |
| Grande Slam (0) |
| WTA Finals (0)  |
| Tier I (0)      |
| Tier II (2)     |
| Tier III (4)    |
| Tier IV (0)     |
| Tier V (0)      |

| N. | Data            | Torneo                                        | Superficie  | Avversaria in finale | Punteggio     |
| 1. | 20 aprile 1997  | Japan Open Tennis Championships, Tokyo        | Cemento     | Amy Frazier          | 4–6, 6–4, 6–4 |
| 2. | 11 gennaio 1998 | Australian Women's Hardcourt, Gold Coast      | Cemento     | María Vento-Kabchi   | 7–5, 6–0      |
| 3. | 19 aprile 1998  | Japan Open Tennis Championships, Tokyo (2)    | Cemento     | Corina Morariu       | 6–3, 6–3      |
| 4. | 2 marzo 2003    | State Farm Women's Tennis Classic, Scottsdale | Cemento     | Kim Clijsters        | 3–6, 7–5, 6–4 |
| 5. | 26 ottobre 2003 | Generali Ladies Linz, Linz                    | Cemento (i) | Nadia Petrova        | 7–5, 6–4      |
| 6. | 10 gennaio 2004 | Australian Women's Hardcourt, Gold Coast (2)  | Cemento     | Nadia Petrova        | 1–6, 6–1, 6–4 |

#### Sconfitte (7)
| Legenda         |
| --------------- |
| Grande Slam (0) |
| WTA Finals (0)  |
| Tier I (2)      |
| Tier II (1)     |
| Tier III (2)    |
| Tier IV (2)     |
| Tier V (0)      |

| N. | Data             | Torneo                                   | Superficie    | Avversaria in finale | Punteggio        |
| 1. | 13 novembre 1994 | Wismilak International, Surabaya         | Cemento       | Elena Wagner         | 6-2, 0-6, rit.   |
| 2. | 5 novembre 1995  | Bank of the West Classic, Oakland        | Sintetico (i) | Magdalena Maleeva    | 3-6, 4-6         |
| 3. | 5 gennaio 1997   | Australian Women's Hardcourt, Gold Coast | Cemento       | Elena Lichovceva     | 6–3, 6(7)-7, 3–6 |
| 4. | 2 novembre 1997  | Kremlin Cup, Mosca                       | Sintetico (i) | Jana Novotná         | 3–6, 4-6         |
| 5. | 18 aprile 1999   | Japan Open Tennis Championships, Tokyo   | Cemento       | Amy Frazier          | 2-6, 2-6         |
| 6. | 7 agosto 2005    | Acura Classic, San Diego                 | Cemento       | Mary Pierce          | 0–6, 3–6         |
| 7. | 1º ottobre 2006  | Hansol Korea Open, Seul                  | Cemento       | Eléni Daniilídou     | 3-6, 6-3, 6(3)-7 |

## Vittorie contro giocatrici Top 10
| Stagione | 1996 | 1997 | 1998 | 1999 | 2000 | 2001 | 2002 | 2003 | 2004 | 2005 | 2006 | 2007 | 2008 | Totale |
| Vittorie | 2    | 1    | 1    | 4    | 2    | 1    | 1    | 4    | 0    | 1    | 1    | 0    | 1    | 19     |

| #    | Giocatrice               | Ranking | Evento                                | Superficie    | Turno | Punteggio        | Rank. ASR |
| ---- | ------------------------ | ------- | ------------------------------------- | ------------- | ----- | ---------------- | --------- |
| 1996 |                          |         |                                       |               |       |                  |           |
| 1.   | Jana Novotná (1)         | 10      | Miami Open, Miami                     | Cemento       | 3T    | 6-3, 6-3         | 32        |
| 2.   | Anke Huber               | 5       | Torneo di Wimbledon, Londra           | Erba          | 3T    | 7-6(3), 6-1      | 29        |
| 1997 |                          |         |                                       |               |       |                  |           |
| 3.   | Arantxa Sánchez Vicario  | 9       | Kremlin Cup, Mosca                    | Sintetico (i) | QF    | 6-1, 7-6(1)      | 30        |
| 1998 |                          |         |                                       |               |       |                  |           |
| 4.   | Amanda Coetzer           | 4       | German Open, Berlino                  | Terra rossa   | 3T    | 4-6, 6-2, 6-3    | 19        |
| 1999 |                          |         |                                       |               |       |                  |           |
| 5.   | Mary Pierce (1)          | 6       | San Diego Open, San Diego             | Cemento       | 1T    | 6-3, 4-6, 6-1    | 32        |
| 6.   | Jana Novotná (2)         | 7       | Canadian Open, Toronto                | Cemento       | 2T    | 5-7, 6-2, 6-1    | 30        |
| 7.   | Julie Halard-Decugis (1) | 8       | Toyota Princess Cup, Tokyo            | Cemento       | QF    | 6-2, 7-5         | 28        |
| 8.   | Mary Pierce (2)          | 6       | Kremlin Cup, Mosca                    | Sintetico (i) | 2T    | 6-4, 3-6, 6-3    | 27        |
| 2000 |                          |         |                                       |               |       |                  |           |
| 9.   | Mary Pierce (3)          | 5       | Australian Open, Melbourne            | Cemento       | 4T    | 7-5, 6-4         | 24        |
| 10.  | Julie Halard-Decugis (2) | 8       | State Farm Women's Tennis, Scottsdale | Cemento       | 2T    | 6-4, 6-2         | 22        |
| 2001 |                          |         |                                       |               |       |                  |           |
| 11.  | Kim Clijsters (1)        | 5       | San Diego Open, San Diego             | Cemento       | 2T    | 6-3, 6-3         | 48        |
| 2002 |                          |         |                                       |               |       |                  |           |
| 12.  | Jennifer Capriati        | 3       | LA Tennis Championships, Los Angeles  | Cemento       | QF    | 6-3, 6-3         | 29        |
| 2003 |                          |         |                                       |               |       |                  |           |
| 13.  | Jelena Dokić             | 10      | Proximus Diamond Games, Anversa       | Cemento (i)   | 1T    | 7-5, 5-7, 6-3    | 26        |
| 14.  | Lindsay Davenport        | 7       | State Farm Women's Tennis, Scottsdale | Cemento       | 2T    | 7-6(5), 4-6, 6-3 | 25        |
| 15.  | Kim Clijsters (2)        | 3       | State Farm Women's Tennis, Scottsdale | Cemento       | F     | 3-6, 7-5, 6-4    | 25        |
| 16.  | Justine Henin            | 2       | WTA Tour Championships, Los Angeles   | Cemento (i)   | RR    | 6-4, 6-2         | 11        |
| 2005 |                          |         |                                       |               |       |                  |           |
| 17.  | Svetlana Kuznecova       | 4       | San Diego Open, San Diego             | Cemento       | 3T    | 2-6, 6-4, 6-3    | 38        |
| 2006 |                          |         |                                       |               |       |                  |           |
| 18.  | Nicole Vaidišová         | 10      | China Open, Pechino                   | Cemento       | 2T    | 6-4, 1-6, 6-3    | 28        |
| 2008 |                          |         |                                       |               |       |                  |           |
| 19.  | Daniela Hantuchová       | 9       | Miami Open, Miami                     | Cemento       | 3T    | 6-4, 6(8)-7, 7-5 | 40        |

## Risultati in progressione
| Sigla | Risultato               |
| ----- | ----------------------- |
| V     | Vincitore               |
| F     | Finalista               |
| SF    | Semifinalista           |
| O     | Oro olimpico            |
| A     | Argento olimpico        |
| SF    | Bronzo olimpico         |
| QF    | Quarti di Finale        |
| 4T    | Quarto turno            |
| 3T    | Terzo turno             |
| 2T    | Secondo turno           |
| 1T    | Primo turno             |
| RR    | Round Robin             |
| LQ    | Turno di qualificazione |
| A     | Assente                 |
| ND    | Non disputato           |

| Legenda superfici    |
| -------------------- |
| Cemento              |
| Terra battuta        |
| Erba                 |
| Superficie variabile |

### Singolare nei tornei del Grande Slam
| Torneo          | 1993 | 1994 | 1995 | 1996 | 1997 | 1998 | 1999 | 2000 | 2001 | 2002 | 2003 | 2004 | 2005 | 2006 | 2007 | 2008 | 2009 |
| --------------- | ---- | ---- | ---- | ---- | ---- | ---- | ---- | ---- | ---- | ---- | ---- | ---- | ---- | ---- | ---- | ---- | ---- |
| Australian Open | A    | A    | 1T   | 3T   | 2T   | 4T   | 1T   | QF   | 1T   | 3T   | 2T   | 2T   | 1T   | 1T   | 2T   | 3T   | 3T   |
| Open di Francia | A    | A    | 4T   | 1T   | 2T   | 2T   | 2T   | 4T   | 1T   | 2T   | 4T   | 2T   | 1T   | 2T   | 3T   | 2T   | 1T   |
| Wimbledon       | 1T   | 1T   | 1T   | 4T   | 1T   | 1T   | 2T   | 2T   | 3T   | 3T   | 4T   | QF   | 1T   | 4T   | 3T   | 3T   | 3T   |
| US Open         | A    | 1T   | 2T   | 2T   | 2T   | 2T   | 3T   | 2T   | 2T   | 2T   | 4T   | 4T   | 3T   | 3T   | 2T   | 3T   | 1T   |

### Doppio nei tornei del Grande Slam
| Torneo          | 1993 | 1994 | 1995 | 1996 | 1997 | 1998 | 1999 | 2000 | 2001 | 2002 | 2003 | 2004 | 2005 | 2006 | 2007 | 2008 | 2009 |
| --------------- | ---- | ---- | ---- | ---- | ---- | ---- | ---- | ---- | ---- | ---- | ---- | ---- | ---- | ---- | ---- | ---- | ---- |
| Australian Open | 1T   | A    | 2T   | 2T   | 1T   | QF   | 2T   | QF   | SF   | 3T   | QF   | SF   | 3T   | 3T   | QF   | 2T   | F    |
| Open di Francia | A    | A    | 2T   | 2T   | 2T   | 3T   | QF   | SF   | 3T   | SF   | V    | 1T   | 2T   | F    | F    | 2T   | 4T   |
| Wimbledon       | A    | 1T   | 1T   | 1T   | 1T   | 3T   | 2T   | F    | F    | 4T   | V    | F    | QF   | 1T   | F    | 2T   | 2T   |
| US Open         | A    | 2T   | 3T   | 1T   | 2T   | A    | 1T   | V    | A    | 1T   | 2T   | SF   | 3T   | 2T   | QF   | SF   | 3T   |

### Doppio misto nei tornei del Grande Slam
| Torneo          | 1993 | 1994 | 1995 | 1996 | 1997 | 1998 | 1999 | 2000 | 2001 | 2002 | 2003 | 2004 | 2005 | 2006 | 2007 | 2008 | 2009 |
| --------------- | ---- | ---- | ---- | ---- | ---- | ---- | ---- | ---- | ---- | ---- | ---- | ---- | ---- | ---- | ---- | ---- | ---- |
| Australian Open | A    | A    | A    | A    | A    | A    | 2T   | A    | 2T   | A    | 2T   | A    | A    | 2T   | A    | A    | A    |
| Open di Francia | A    | A    | A    | 3T   | A    | A    | QF   | SF   | 1T   | A    | A    | A    | 1T   | A    | 1T   | A    | QF   |
| Wimbledon       | A    | A    | A    | 1T   | A    | A    | 2T   | A    | QF   | A    | A    | SF   | A    | 1T   | A    | QF   | QF   |
| US Open         | A    | A    | A    | A    | A    | A    | V    | 1T   | SF   | A    | A    | 2T   | QF   | A    | A    | 1T   | A    |